# Tutto finisce all'alba
Tutto finisce all'alba (Sans lendemain) è un film del 1939 diretto da Max Ophüls.

## Trama

Evelyn e Pierre

Evelyn è una giovane vedova che vive col figlio Pierre di nove anni. Per poter vivere è costretta a fare la spogliarellista e l'intrattenitrice nel locale notturno parigino La Sirena, in cui trova l'unico conforto nell'amico cabarettista Enrico. Un giorno Evelyn reincontra per caso Giorgio, suo fidanzato dieci anni prima, da cui si era improvvisamente e misteriosamente allontanata. Ignaro della vita attuale di Evelyn, Giorgio sente ridestare in sé il sentimento che l'aveva unito a lei, proponendole di andare a vivere con lui in Canadà. Evelyn sente di ricambiare il sentimento e accetta, ma tuttavia non trova il coraggio di confessargli la sua realtà; durante il breve soggiorno di Giorgio, gli fa credere di essere rimasta la ragazza di un tempo. Per riuscire nella commedia si fa prestare un'ingente somma di denaro dal signor Mazuraud, al fine di affittare un lussuoso appartamento che faccia da cornice al suo scopo. Il giorno seguente, mentre Evelyn e Giorgio organizzano una gitarella in campagna, affidano Pierre ad Armand, collega di Giorgio. Costui, tramite le ingenue chiacchiere del piccolo Pierre, scopre il vero domicilio e conseguentemente il mestiere di Evelyn. Scoperto ciò, Evelyn si reca da lui e si fa promettere di mantenere il segreto. Impossibilitata a restituire il denaro a Mazuraud, egli minaccia di farla arrestare; resasi conto di essersi messa nelle mani dell'uomo, affida Pierre a Giorgio e portarlo con sé in Canadà, promettendo di raggiungerli a breve. Rimasta sola e sconfortata, Evelyn confida all'amico Enrico l'intenzione di porre tragicamente fine alla sua vita. Enrico, spaventato, cerca di dissuaderla, ma durante una sua breve assenza, Evelyn sparisce nella notte.

## Edizione italiana
Nell'edizione italiana, doppiata presso gli stabilimenti Itala Acustica su dialoghi di Mino Caudana, venne eliminata una breve sequenza raffigurante delle ballerine a seno scoperto.

## Critica
(Mario Gromo su La Stampa del 24 marzo 1940)
Sandro Toni lo considera tra i film di scarso rilievo girati dal 1936 al 1939, insieme a La nostra compagna, Werther e Da Mayerling a Sarajevo, realizzati prima che il regista si trasferisse a Hollywood. Tale giudizio è in parte ripreso da Charlotte Garson in Cahiers du cinéma in occasione del restauro e del ritorno nelle sale cinematografiche francesi del novembre 2024; la critica francese scrive: «Rimasto sconosciuto per molto tempo in quanto imperfetto e incoerente, Tutto finisce all'alba contiene abbaglianti intuizioni e dà l'idea che, più che la voglia di riscoprire il film, il restauro sottintenda un anelito al pentimento».